# عبدالکریم جاماسبی
عبدالکریم جاماسبی سیاست‌مدار ایرانی بود، که در  دوره بیست و دوم  به عنوان نماینده جهرم در مجلس شورای ملی حضور داشت.